# Thor 5
Thor-2R (Thor-5) — норвезький телекомунікаційний супутник, що належить компанії Telenor Satellite Broadcasting (Осло). Він призначається для забезпечення телевізійного мовлення на країни Північної і Центральної Європи і Близького Сходу.
Конструкція: Апарат являє собою квадратний корпус з центральною композитною трубою, всередині якої встановлений двигун тягою 500 Н. Корисне навантаження встановлене на трьох панелях: північній, південній та надірній.
Система електропостачання потужністю 4,2 кВт включає в себе сонячні батареї (GaAS) та LiIon-акумулятори. Для орієнтації і маневрів КА обладнаний 20 двигунами малої тяги: 4 з тягою 22 Н, 12 з тягою 0,9 Н і 4 з тягою 0,3 Н.
Габарити: (Д×Ш×В) 4,9×3,4×2,3 м (зі складеними антенами і сонячними батареями). Розмах панелей сонячних батарей дорівнює 21,4 м.
Корисне навантаження: 24 транспондери Ku-діапазону, з яких 15 потужністю 55 Вт зі смугою пропускання 27 МГц використовуються для послуг фіксованого зв'язку та 9 зі смугою пропускання 33 МГц і потужністю 150 Вт для телебачення.
Розрахункова точка стояння — 1° з. д.